# Черкасова, Татьяна Геннадьевна
Черкасова Татьяна Геннадьевна  (род. 19 апреля 1950 г., Чита) — оперная певица (сопрано), заслуженная артистка РФ, педагог.

## Биография
Окончила вокальный факультет и аспирантуру Московской Государственной консерватории (класс профессора Н. Дорлиак). С 1981 года — солистка Петербургского Государственного Академического театра оперы и балета имени М. Мусоргского (ныне Михайловский театр). В 1981 году получает первую премию и звание лауреата международного конкурса в Голландии. Гастролировала в Италии, Германии, Франции, Японии.
1 июля 2001 года присвоено почётное звание «Заслуженная артистка Российской Федерации».
В данный момент — преподаёт в Санкт-Петербургском Училище им. Н. А. Римского-Корсакова и Академии Театрального Искусства (СПбГАТИ).
Исполненные партии:

Мюзетта «Богема» Дж. Пуччини

Марфа «Царская невеста» Н. А. Римский-Корсаков

Ксения «Борис Годунов» М. П. Мусоргский

Эмма «Хованщина» М. П. Мусоргский

Донна Анна «Дон Жуан» В.Моцарт

Адель «Летучая мышь» И.Штраус

Микаэла «Кармен» Ж. Бизе

Прилепа «Пиковая дама» П. И. Чайковский

Розина «Севильский цирюльник» Дж. Россини

Дездемона «Отелло» Дж. Верди

Реквием Дж. Верди

Джильда «Риголетто» Дж. Верди

Царевна-Лебедь «Сказка о царе Салтане» Н. А. Римский-Корсаков